# Rancho Folclórico de Paço dos Negros
Rancho Folclórico de Paço dos Negros é um grupo folclórico de Almeirim, Portugal, localizado em Paço dos Negros, na freguesia de Fazendas de Almeirim. As raízes deste grupo remontam ao ano de 1983, na época das vindimas.[carece de fontes?]